# Сърпоклюна ванга
Сърпоклюните ванги (Falculea palliata) са вид средноголеми птици от семейство Вангови (Vangidae), единствен представител на род Falculea.
Разпространени са в сухите гори и храстови местообитания на остров Мадагаскар, като имат отличителна дълга до 77 милиметра и извита надолу човка, на която дължат наименованието си. Хранят се главно с лазещи безгръбначни, които често търсят под кората на дърветата, по-рядко с дребни гръбначни, като хамелеони и гекони.

## Описание
Сърпоклюната ванга е най-големият представител на семейство Вангови. Достига 32 сантиметра дължина и маса от 106 до 119 грама. Най-отличителният ѝ белег е човката, която е силно извита надолу, с дължина до 77 милиметра и сиво-синя на цвят, избледняваща на върха. Оперението също е отличително. Сърпоклюната ванга е с бяла глава, гърди и коремче, а гърбът, крилата и опашката са черни, със синя лъскавина. Ирисите ѝ са кафяви, а кръгът около очите е черен. Краката са силни и тъмносиви до бледосини на цвят. Няма полов диморфизъм. Младите са подобни на възрастните, но връхчетата на черните пера по гърба и крилата са светлобежови.